# Blood (série de televisão de 2015)
Blood (hangul: 블러드; rr: Beulleodeu) é uma série de televisão sul-coreana estrelada por Ku Hye-sun, Ahn Jae-hyun e Ji Jin-hee. Foi ao ar pela KBS2 de 16 de fevereiro a 21 de abril de 2015 às segundas e terças-feiras às 22:00, em 20 episódios.

## Enredo
Park Ji-sang é um médico especialista em cirurgia hepato-pancreato-biliar no Hospital de Câncer Taemin, o melhor hospital do país. Ele também é um vampiro. Apesar de parecer frio e insensível, Ji-sang esconde seu coração suave e sua dor interior e anseia pela proximidade com as pessoas. Ele acredita fortemente na santidade da vida humana, e suprime a sua sede de sangue para tratar pacientes com doenças terminais e salvar vidas.
Entre seus colegas tem Yoo Ri-ta, uma médica figurão que entrou na escola médica com 17 anos e é também a sobrinha do presidente chaebol que é dono do hospital. Ri-ta é altamente capaz, mas altiva e orgulhosa, mas Ji-sang se apaixona por ela. Ele também é atraído para um conflito entre o bem e o mal como ao encontrar Lee Jae-wook, o chefe do hospital de duas caras que ganha a confiança de todos com o seu comportamento gentil, mas interiormente abriga uma ambição perigosa para o poder e um talento para a crueldade.

## Elenco

### Principal
- Ku Hye-sun como Yoo Ri-ta/Yoo Chae-eun
  - Jung Chan-bi como Chae-eun jovem
- Ahn Jae-hyun como Park Ji-sang
  - Baek Seung-hwan como Ji-sang jovem
- Ji Jin-hee como Lee Jae-wook

### Recorrente
- Jung Hae-in como Joo Hyun-woo
- Jung Hye-seong como Choi Soo-eun
- Jin Kyung como Choi Kyung-in (Diretor Associado)
- Son Soo-hyun como Min Ga-yeon (Residente do primeiro ano)
- Ryu Soo-young como Park Hyun-seo (pai de Ji-sang)
- Park Joo-mi como Han Sun-young (mãe de Ji-sang)
- Kim Kap-soo como Yoo Seok-joo
- Son Sook como Sylvia Ahn (Nun)
- Park Tae-in como Seo Hye-ri
- Kwon Hyun-sang como Nam Chul-hoon
- Lee Ji-hoon como J
- Kim Yu-seok como Jung Ji-tae
- Jo Jae-yoon como Woo Il-nam
- Jung Suk-yong como Lee Ho-yong
- Gong Jung-hwan comos Gerard Kim
- Park Jun-myun como Lee Young-joo
- Luuvy como Luuvy (Robot)
- Kang Sung-min como Joo In-ho

## Classificações
Na tabela abaixo, os números azuis representam as mais baixas classificações e os números vermelhos representam as classificações mais elevadas.
| Episódio # | Data de transmissão original | Audiência média | Audiência média              | Audiência média | Audiência média              |
| Episódio # | Data de transmissão original | TNmS Ratings    | TNmS Ratings                 | AGB Nielsen     | AGB Nielsen                  |
| Episódio # | Data de transmissão original | Em todo o país  | Região Metropolitana de Seul | Em todo o país  | Região Metropolitana de Seul |
| ---------- | ---------------------------- | --------------- | ---------------------------- | --------------- | ---------------------------- |
| 1          | 16 de fevereiro de 2015      | 5.3%            | 6.0%                         | 5.2%            | 6.0%                         |
| 2          | 17 de fevereiro de 2015      | 4.9%            | -                            | 4.7%            | 5.1%                         |
| 3          | 23 de fevereiro de 2015      | 6.1%            | -                            | 6.0%            | 6.2%                         |
| 4          | 24 de fevereiro de 2015      | 5.8%            | -                            | 5.5%            | 5.6%                         |
| 5          | 2 de março de 2015           | 4.6%            | -                            | 4.1%            | 4.0%                         |
| 6          | 3 de março de 2015           | 5.5%            | -                            | 5.4%            | 5.4%                         |
| 7          | 9 de março de 2015           | 4.4%            | -                            | 4.4%            | 5.2%                         |
| 8          | 10 de março de 2015          | 4.4%            | -                            | 4.5%            | 4.8%                         |
| 9          | 16 de março de 2015          | 4.6%            | -                            | 4.3%            | 4.3%                         |
| 10         | 17 de março de 2015          | 5.1%            | -                            | 5.6%            | 5.4%                         |
| 11         | 23 de março de 2015          | 4.4%            | -                            | 3.8%            | 3.1%                         |
| 12         | 24 de março de 2015          | 4.9%            | -                            | 4.5%            | 3.6%                         |
| 13         | 30 de março de 2015          | 4.8%            | -                            | 4.2%            | 4.3%                         |
| 14         | 31 de março de 2015          | 5.6%            | 6.4%                         | 5.3%            | 5.0%                         |
| 15         | 6 de abril de 2015           | 5.3%            | 5.5%                         | 4.4%            | 4.6%                         |
| 16         | 7 de abril de 2015           | 5.3%            | -                            | 5.0%            | 5.2%                         |
| 17         | 13 de abril de 2015          | 5.3%            | -                            | 3.8%            | 3.9%                         |
| 18         | 14 de abril de 2015          | 5.3%            | -                            | 4.4%            | 4.1%                         |
| 19         | 20 de abril de 2015          | 6.4%            | -                            | 4.7%            | 4.8%                         |
| 20         | 21 de abril de 2015          | 5.4%            | -                            | 5.0%            | 5.1%                         |
| Média      | Média                        | 5.2%            | -                            | 4.7%            | 4.8%                         |

## Transmissão internacional
Nas Filipinas, o programa é um dos dramas coreanos programado para ir ao ar sobre a Abs-Cbn da Primetime Bida no bloco da noite em 2015 às 10h, substituindo Pinoy Big Brother 737 .